# Mrežnica
Pour les articles homonymes, voir Mrežnica (homonymie).
La Mrežnica est une des quatre rivières (avec la Dobra, la Korana et la Kupa) passant dans la localité de Karlovac en Croatie. C'est un affluent de la Korana.

## Géographie
Elle est longue d'environ 63 km et son très étroit bassin mesure 64 km2 et possède un grand nombre de cascades sur son cours. Elle prend sa source à proximité de la localité de Slunj.

## Écologie
La rivière est riche en poissons avec notamment des brochets et des salmonidés.